# خوسيه أوسكار فلوريس
خوسيه أوسكار فلوريس (بالإسبانية: José Oscar Flores)‏ (16 مايو 1971 ببوينس آيرس في الأرجنتين - ) هو مدرب كرة قدم ولاعب كرة قدم أرجنتيني في مركز الهجوم. شارك مع منتخب الأرجنتين لكرة القدم. أما مع النوادي، فقد لعب مع إنديبندينتي وديبورتيفو لاكورونيا وريال بلد الوليد وريال مايوركا وسيوداد دي مورسيا وفيليز سارسفيلد ونادي لاس بالماس ونادي لين ونادي أتليتيكو ألدوسيفي.

## مسيرته الكروية
لعب خوسيه أوسكار فلوريس خلال مسيرته الاحترافية مع 9 أندية في سبعة عشر موسمًا وسجل خلالها 116 هدف ضمن 380 مباراة. حيث فاز في موسم واحد بالكأس وفي ثلاثة مواسم بالدوري.
خاض خوسيه أوسكار فلوريس مسيرته مع نادي فيليز سارسفيلد في موسم 1990–91 ليلعب معه ستة مواسم، مشاركًا في 153 مباراة سجل خلالها 45 هدفًا. ثم انتقل إلى نادي لاس بالماس في موسم 1996–97 ولمدة موسمين، حيث شارك في 68 مباراة سجل خلالها 35 هدفًا. لينتقل بعدها إلى نادي ديبورتيفو لاكورونيا في موسم 1998–99 واستمر معه طيلة ثلاثة مواسم، مشاركًا في 83 مباراة سجل خلالها 22 هدفًا. ثم انتقل إلى نادي ريال بلد الوليد في موسم 2001–02 لمدة موسم واحد، مشاركًا في 8 مباريات سجل خلالها هدفًا واحدًا. هذا وانتقل لاحقًا إلى نادي ريال مايوركا في موسم 2002–03 لمدة موسم واحد، مشاركًا في 12 مباراة ولم يسجل أي هدف. ثم انتقل بعدها إلى نادي سيوداد دي مورسيا في موسم 2003–04 لمدة موسم واحد، مشاركًا في 22 مباراة سجل خلالها 3 أهداف. ليعود وينتقل من جديد، لكن هذه المرة إلى نادي إنديبندينتي في موسم 2004–05 لمدة موسم واحد، مشاركًا في 19 مباراة سجل خلالها 4 أهداف. لينتقل بعدها إلى نادي أتليتيكو ألدوسيفي في موسم 2005–06 لمدة موسم واحد، مشاركًا في 15 مباراة سجل خلالها 6 أهداف. ثم لعب في نادي لين ما بين عامي 2007 و2008 لمدة موسم واحد، لم يشارك في أي مباراة ولم يسجل أي هدف.

## وصلات خارجية
- خوسيه أوسكار فلوريس على موقع الاتحاد الأوربي (الإنجليزية)
- خوسيه أوسكار فلوريس على موقع قاعدة بيانات كرة القدم.إي يو (الإنجليزية)
- خوسيه أوسكار فلوريس على موقع ناشيونال فوتبول تيمز (الإنجليزية)